# Oosteinde (Amsterdam)
Oosteinde en Achter Oosteinde zijn twee straten in Amsterdam-Centrum.

## Oosteinde
Oosteinde is een relatief korte straat van maximaal 200 meter. Oosteinde begint ten zuiden van het Frederiksplein aan de Sarphatistraat. De straat eindigt bij de Singelgracht. Voor de aanleg van De Pijp (aan de overkant) lag hier het einde van de stad. Aan de overzijde van die gracht gaat de weg over in de Hemonystraat, maar dat is geen doorgaande weg.
De straat is aangelegd aan de oostkant van wat ooit het Paleis voor Volksvlijt was. De architect van de veertien herenhuizen is dan ook de architect van dat Paleis, Cornelis Outshoorn. De luxe rijtjeshuizen zijn gebouwd in de bouwstijl van neorenaissance en de hele serie is symmetrisch van opzet. Oosteinde 1 is daarbij een spiegelbeeld van Oosteinde 27. Die symmetrie is in de loop der jaren verloren gegaan, mede doordat een aantal panden samengetrokken is (bv. 7, 9 en 11). Boven de ingang van 11 (de deur van oorspronkelijk nummer 9) is een relatief grote erker gemonteerd, die in het spiegelbeeld ontbreekt.
De straat werd ingewijd op 30 april 1866 en zou eigenlijk de naam van de architect krijgen (Outshoornstraat). De gemeente wilde echter geen straat vernoemen naar een nog levende persoon. Op 1 mei 1866 werd besloten om voor het neutrale Oosteinde te kiezen. In november 1866 kreeg ook Westeinde zijn naam (aan de andere kant van het paleis).
Tijdens de Tweede Wereldoorlog bevond zich in het pand aan nummer 16 Tehuis Oosteinde; een opvangtehuis en een cultureel en educatief centrum voor Duits-Joodse vluchtelingen. Tot de sloop in april 1962 was er daarna de Pieter van Foreestkliniek gevestigd.

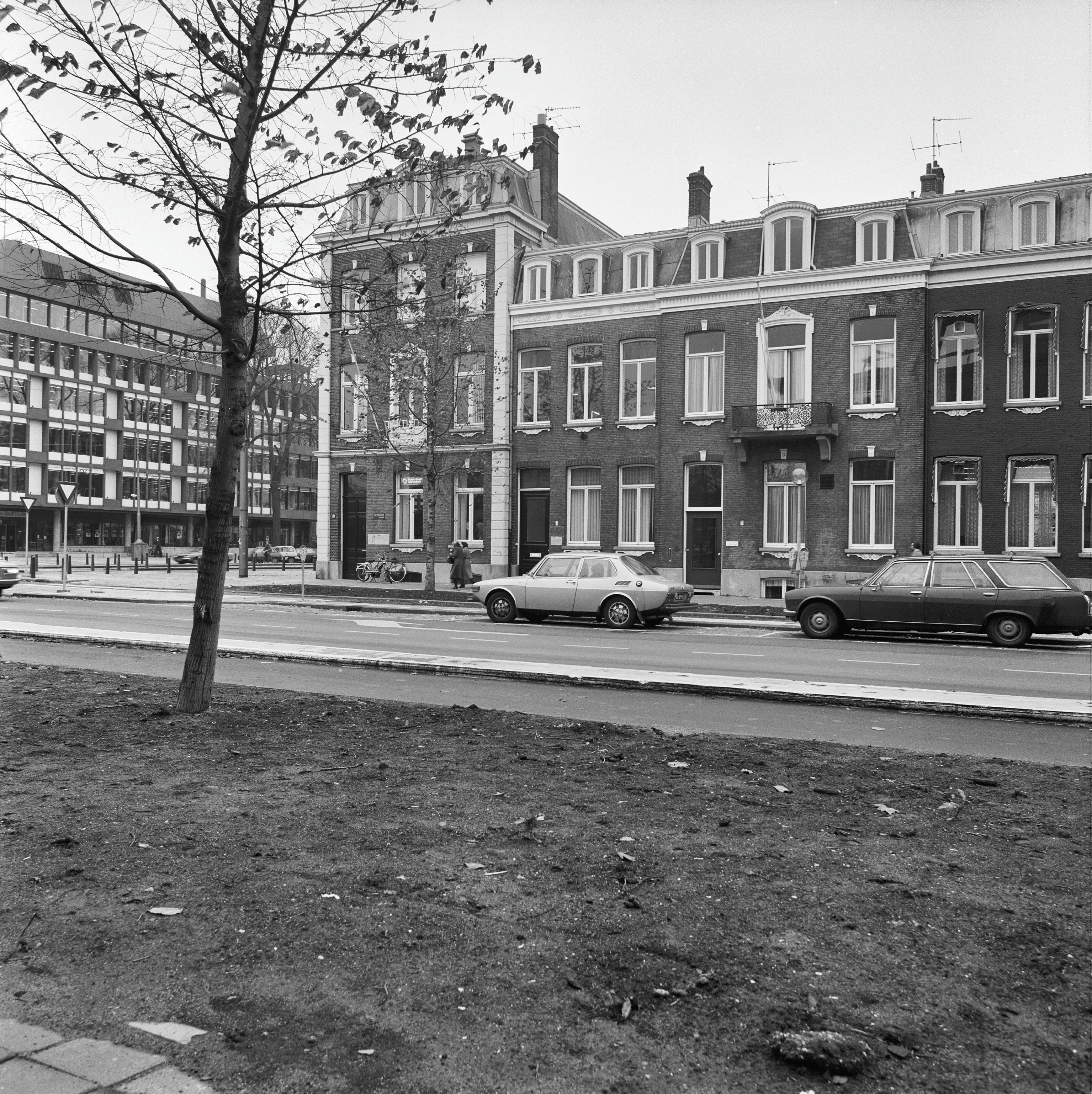
Lage nummers
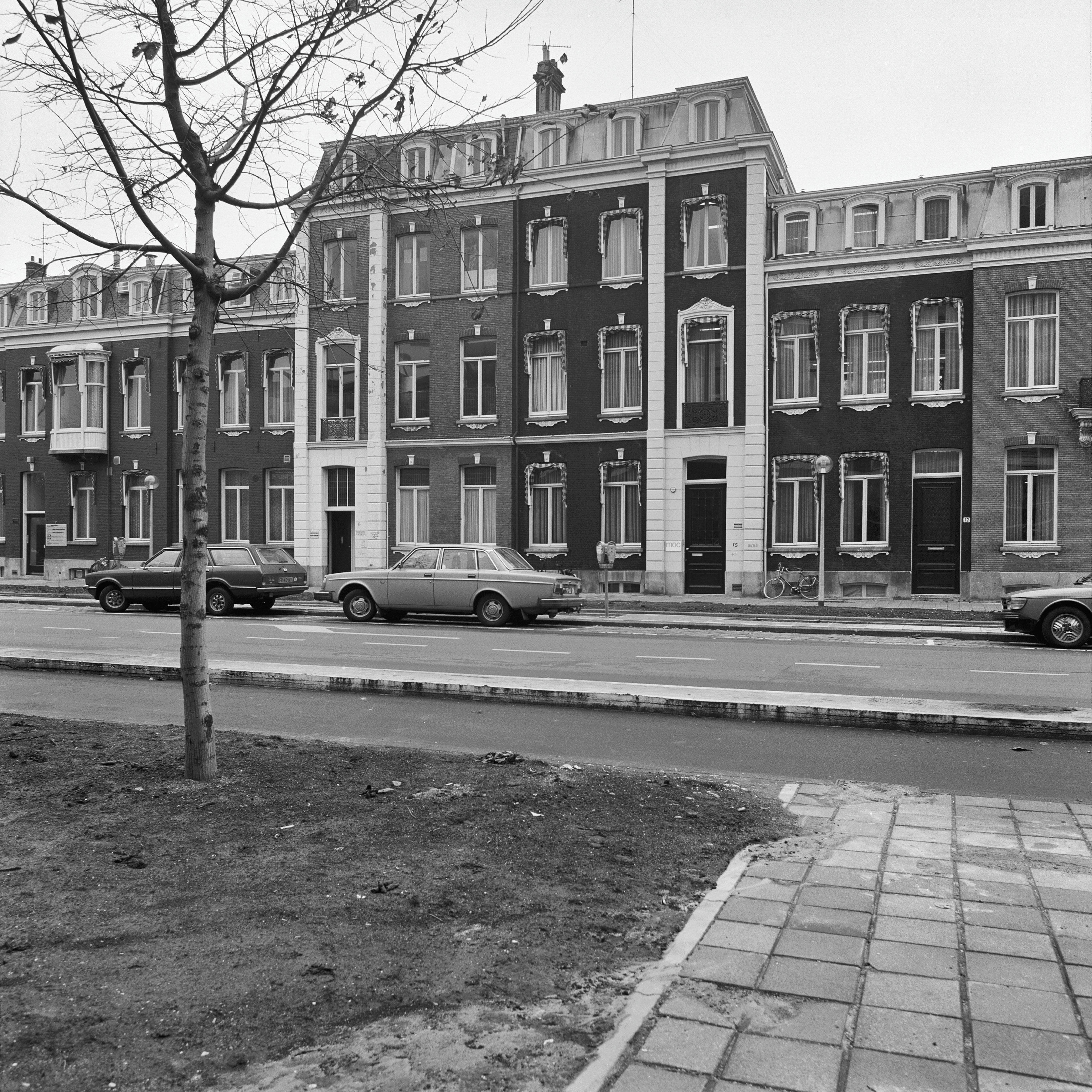
Middengedeelte
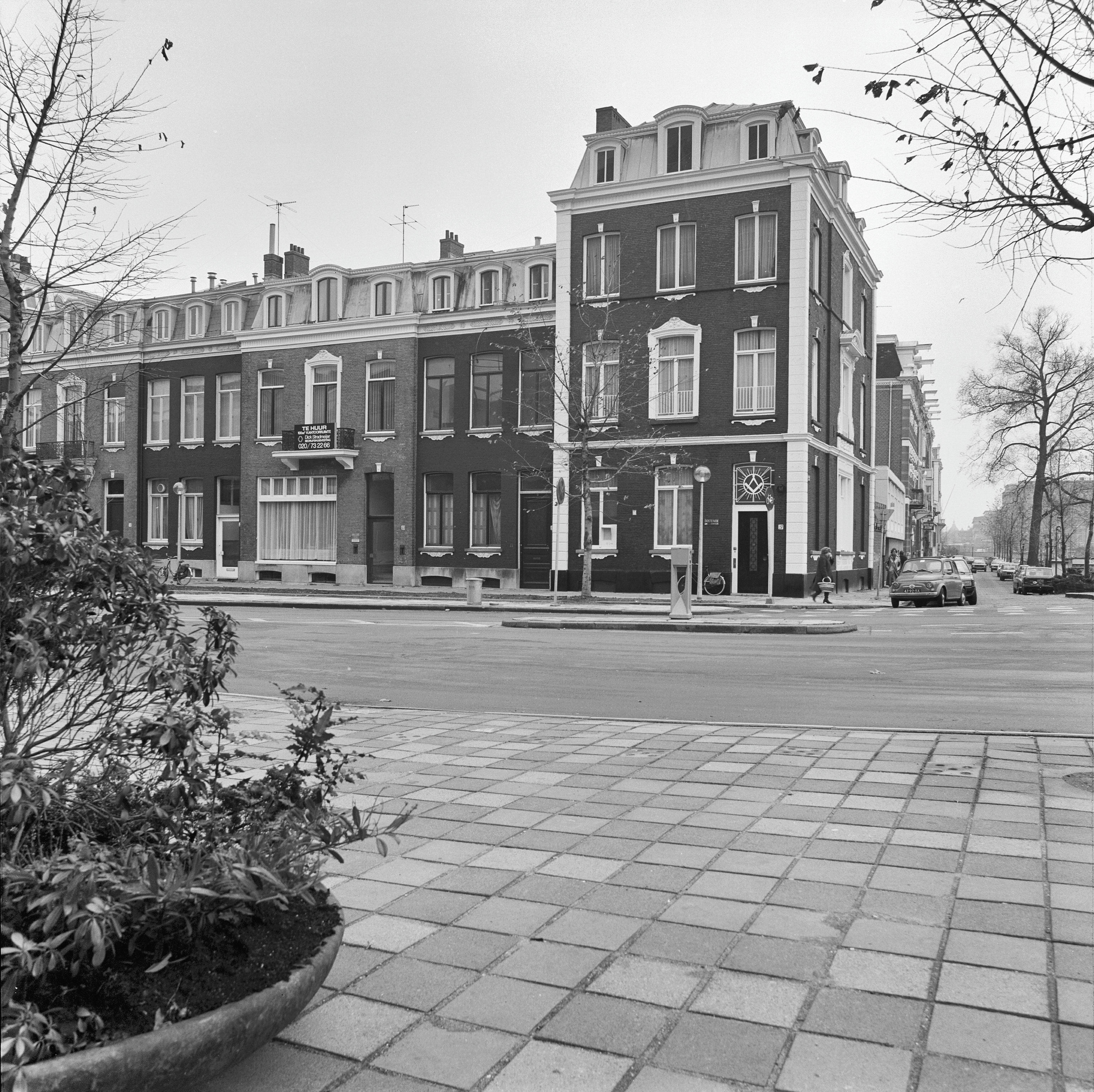
Hoge nummers

## Achter Oosteinde
Sedert 30 november 1881 bestaat ook het Achter Oosteinde. Deze straat is gelegen achter het Oosteinde en loopt van het Frederiksplein evenwijdig ten oosten van het Oosteinde maar buigt halverwege naar het oosten af richting de Amstel en buigt dan weer terug richting Frederiksplein.